# Temporada 2006-07 da PSL
A Premier Soccer League 2006-2007 foi a 11º edição da Premier Soccer League, principal competição de futebol da África do Sul. A liga teve a participação de 16 clubes.
O Mamelodi Sundowns foi o campeão com o Silver Stars segundo. 